# Air Niugini
Air Niugini è la compagnia aerea di bandiera della Papua Nuova Guinea, la sua base principale è l'Aeroporto di Port Moresby ed opera voli domestici ed internazionali verso Asia, Oceania ed Australia. Niugini è il termine tok pisin per Nuova Guinea.

## Storia
Air Niugini è stata costituita nel novembre 1973 dal governo di Papua in collaborazione con Ansett Australia, Qantas e Trans Australia Airlines; inizialmente la compagnia ha effettuato unicamente voli domestici utilizzando DC-3 e Fokker F27.
Nel 1975, per aprire le prime rotte internazionali, è stato noleggiato un Boeing 720, sostituito dopo un anno da un Boeing 707 acquistato da Qantas, mentre per i voli interni i Fokker 27 sono stati affiancati dai più capienti e veloci Fokker F28.
Nel 1976 il governo ha rilevato le quote detenute da Qantas e da TAA, quelle di Ansett saranno acquistate nel 1980. 
Nel 1981 la flotta di Fokker 27 è stata interamente sostituita dai De Havilland Canada Dash 7.
Nel 1984 la compagnia ha sostituito i due Boeing 707 con un Airbus A300 noleggiato da TAA; a sua volta questo velivolo è stato sostituito nel 1989 da due Airbus A310 che hanno permesso ad Air Niugini di collegare le principali città australiane con Singapore e Manila tramite il proprio hub di Port Moresby.
Negli anni '90 la compagnia ha incontrato grandi difficoltà soprattutto a causa della rivolta scoppiata nella Regione autonoma di Bougainville e dell'eruzione del vulcano Tavurvur che hanno di fatto bloccato la maggior parte dei voli domestici più trafficati; in aggiunta la crisi monetaria asiatica ha fatto registrare ad Air Niugini ingenti perdite finanziarie durante tutto il decennio. Il governo della Papua Nuova Guinea ha cercato di risollevare le sorti della compagnia tagliando posti di lavoro, riducendo i salari e aprendo uffici in Asia e in Europa per ampliare il mercato del vettore aereo, ma solamente nel 2003 si è avuto il primo bilancio in attivo con un profitto di 15,8 milioni di dollari USA.
Nell'agosto 2002, per sostituire i due Airbus A310, è stato preso in leasing un Boeing 767 da Air New Zealand mentre a partire dal settembre 2004 i Fokker F100 hanno progressivamente sostituito i vecchi Fokker F28.
Nel dicembre 2007 Air Niugini ha restituito il Boeing 767 al proprietario ed ha stipulato un contratto con Icelandair per il noleggio di un Boeing 767-300ER e di un Boeing 757-200. Il B757 è stato restituito nel marzo 2011 e sostituito con altri due B767-300ER.
Il 15 ottobre 2014 Air Niugini ha annunciato la creazione di una compagnia aerea sussidiaria denominata Link PNG che si sarebbe occupata dei collegamenti con gli aeroporti minori utilizzando Dash-8-Q200 e Q300 ceduti dalla compagnia di bandiera.
Nel giugno 2018, le persone in rivolta nella città di Mendi a seguito dei contestati risultati elettorali hanno distrutto un Dash-8 della Link PNG all'aeroporto della città.
Il 14 giugno 2019, Air Niugini ha annunciato che avrebbe rilevato la rotta Cairns-Hong Kong che Cathay Pacific stava abbandonando. Sarebbe stata operata con uno scalo a Port Moresby sperando di ricavare considerevoli entrate dal trasporto di frutti di mare vivi ai mercati asiatici.
A luglio 2019, Air Niugini ha annullato il suo ordine per un singolo Boeing 787-8.

## Flotta

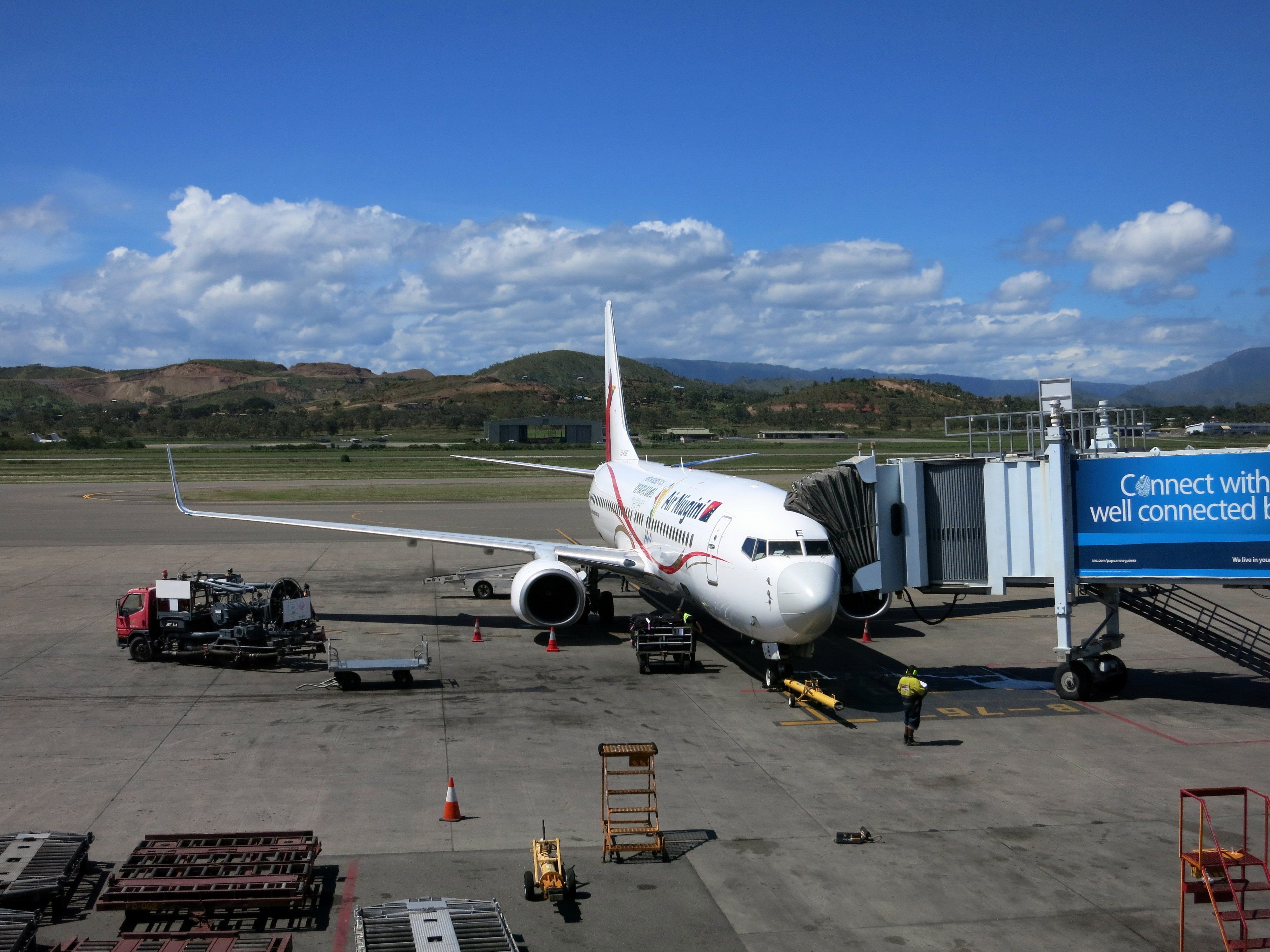
Un Boeing 737-800.

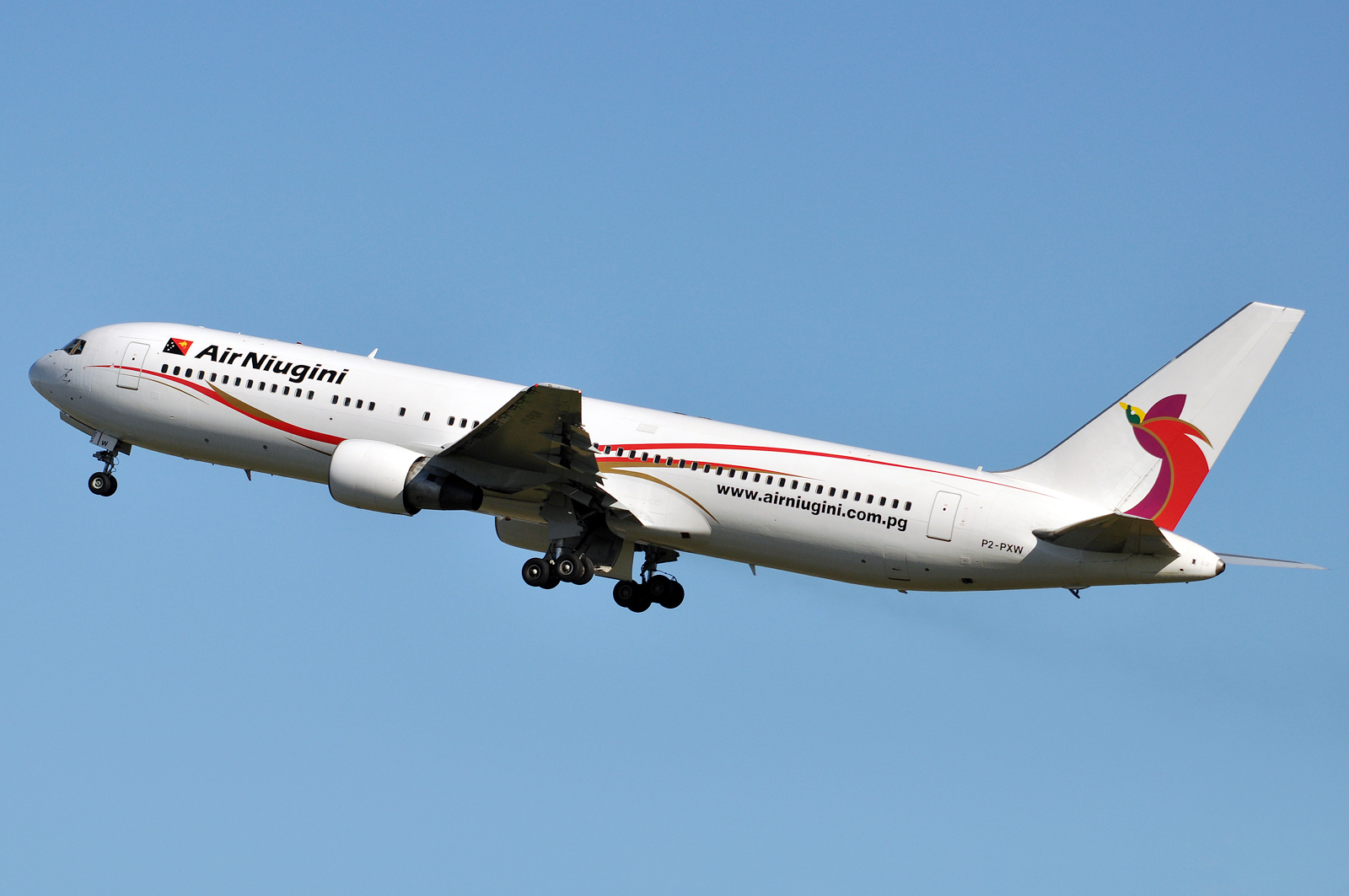
Un Boeing 767-300ER.

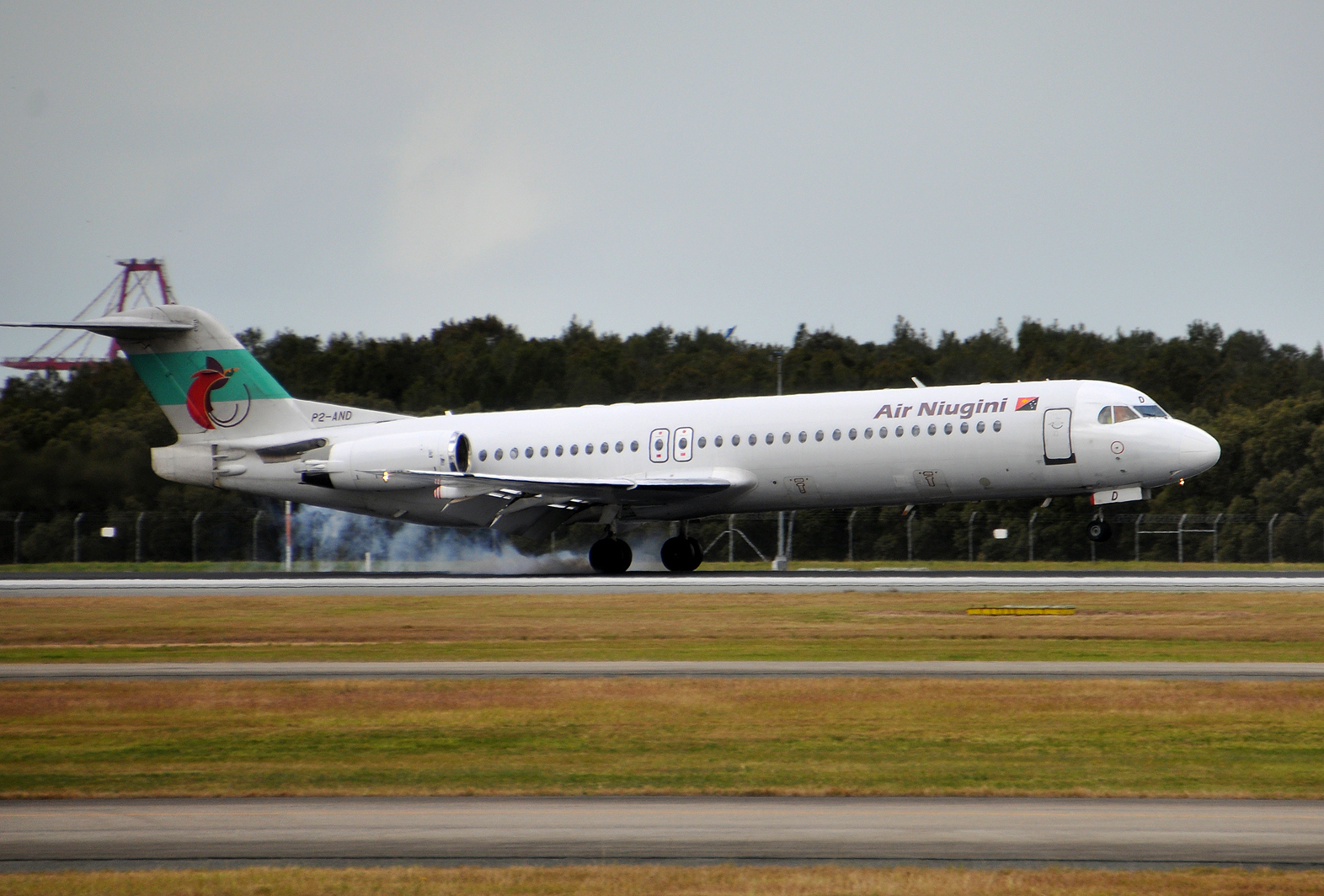
Un Fokker F100.

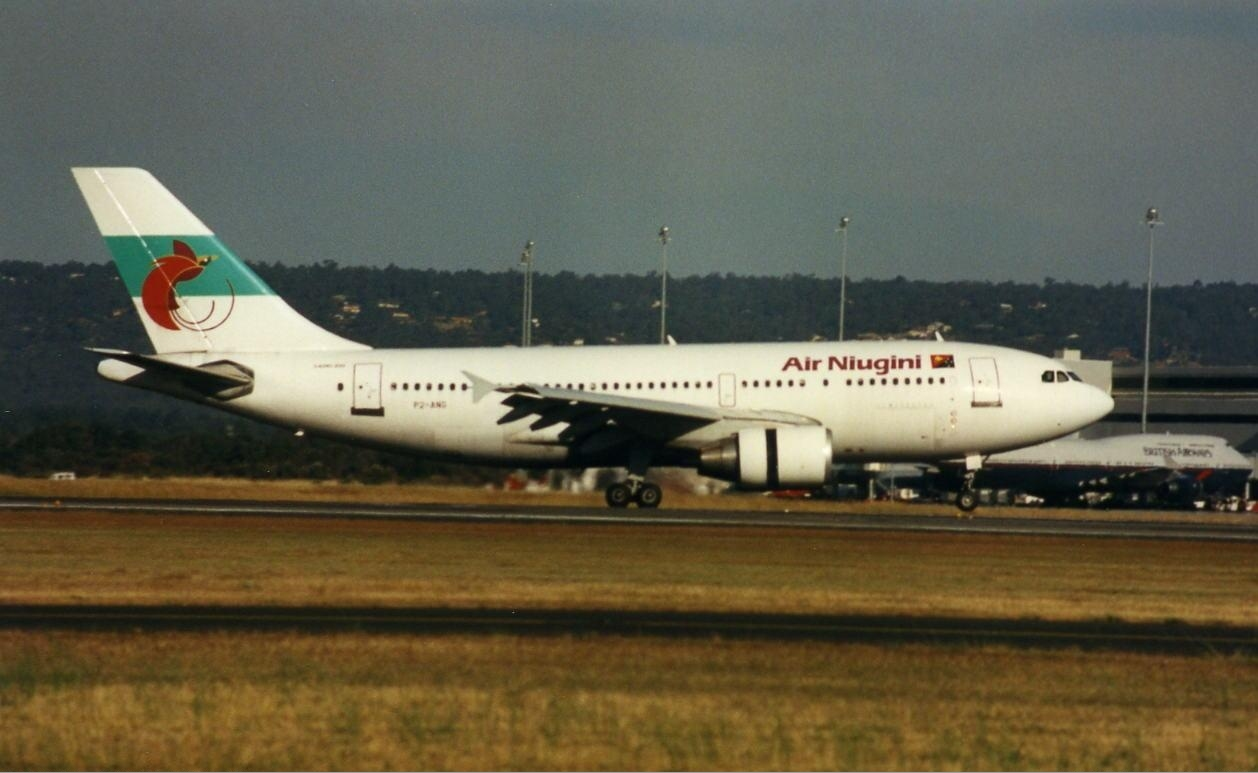
Un Airbus A310-300.

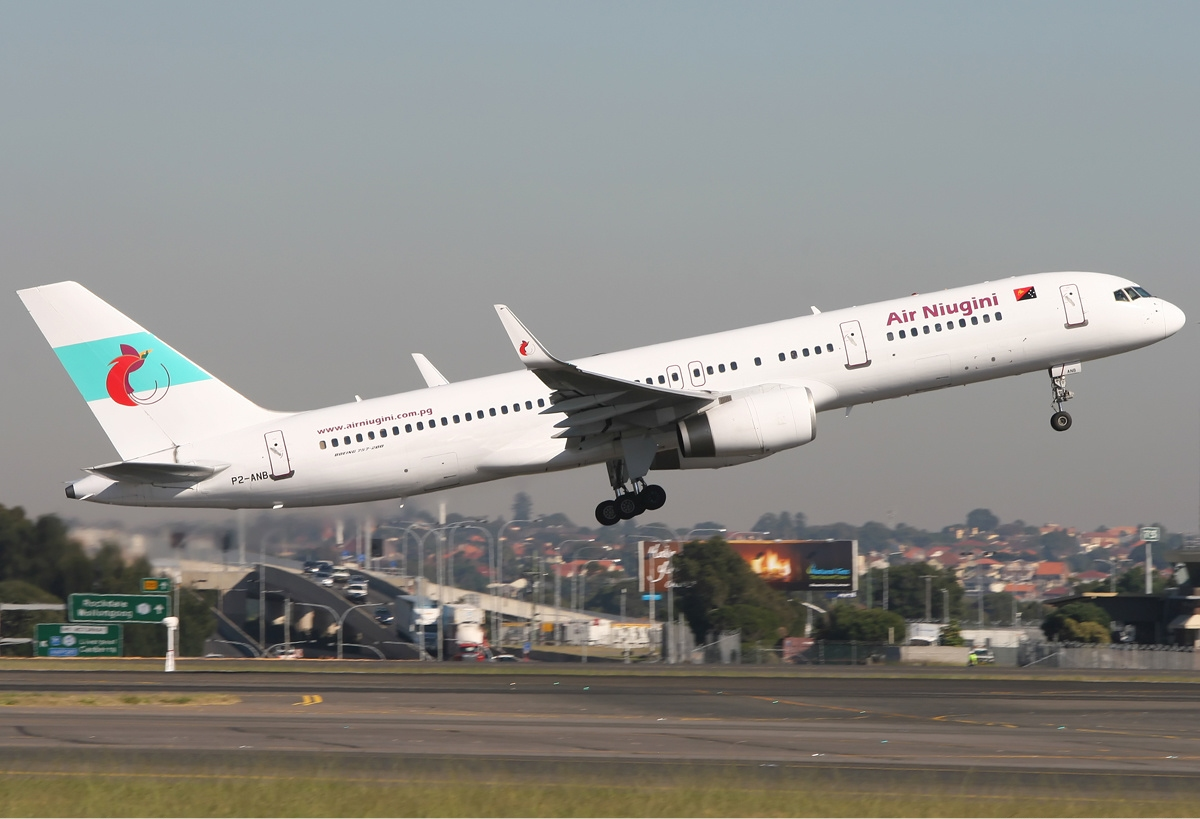
Un Boeing 757-200.

### Flotta attuale
A maggio 2023 la flotta di Air Niugini è così composta:

### Flotta storica
Air Niugini operava in precedenza con i seguenti aeromobili:

## Incidenti

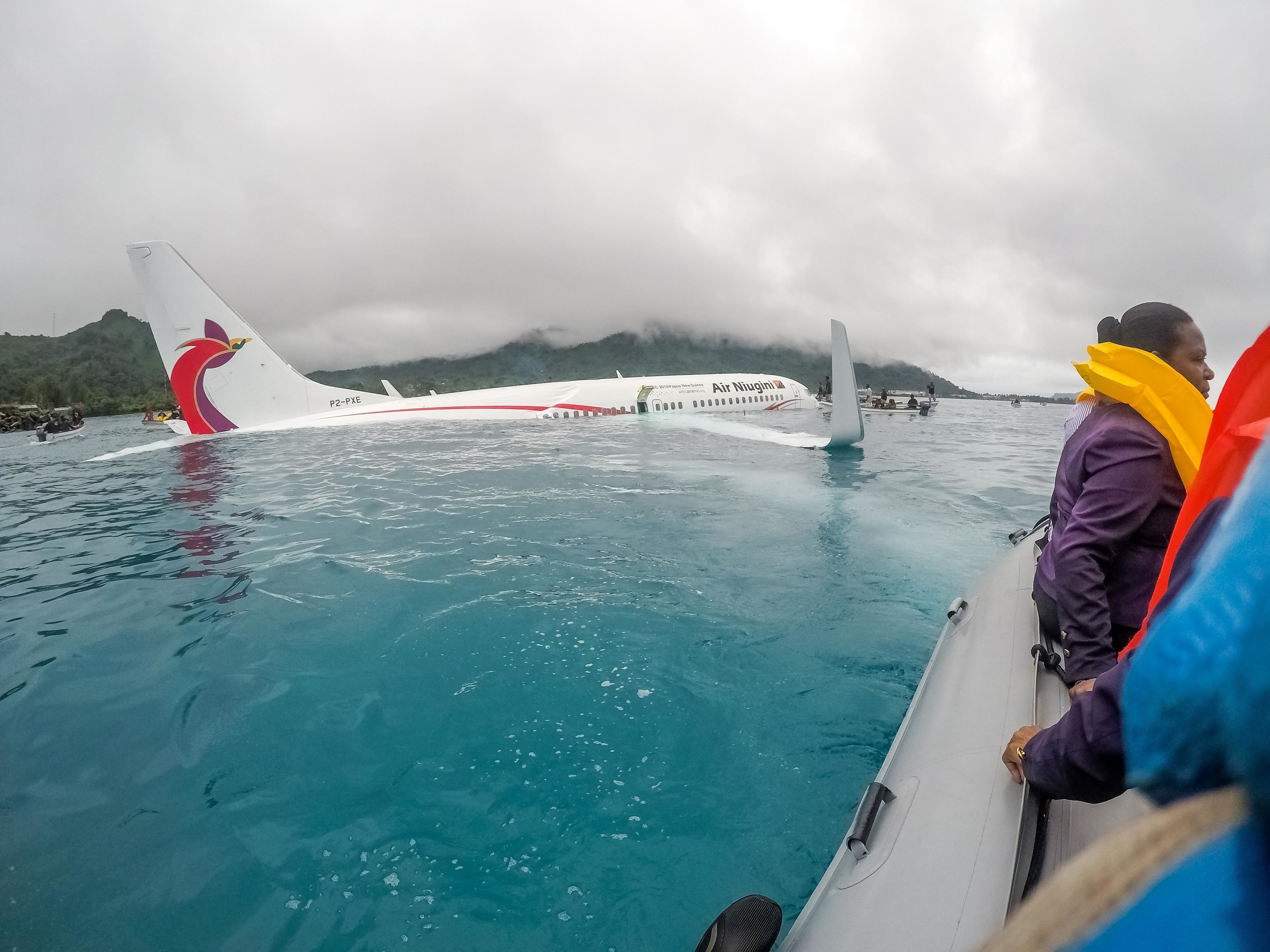
I soccorsi dopo l'incidente del volo 73 finito in mare nel 2018.

- Il 31 maggio 1995, il Fokker F-28 codice di registrazione P2-ANB è uscito di pista ed è finito in un fossato durante l'atterraggio all'aeroporto di Madang; nessuna delle 39 persone a bordo è rimasta ferita, mentre il velivolo ha subito ingenti danni ed è stato dismesso. Le indagini hanno rivelato che l'aereo ha toccato la pista in ritardo ed i piloti non sono riusciti ad arrestarlo in tempo a causa dell'asfalto reso scivoloso dalle forti piogge.[15]
- Il 16 novembre 1997, il Fokker F-28 codice di registrazione P2-ANH è uscito di pista ed è finito in un fossato durante l'atterraggio all'aeroporto di Madang; nessuna delle 45 persone a bordo è rimasta ferita, mentre il velivolo ha subito ingenti danni ed è stato dismesso.[16]
- Il 30 marzo 1999, il Fokker F-28 codice di registrazione P2-AND ha sperimentato la rottura del carrello di atterraggio sinistro all'aeroporto di Goroka; nessuna delle 79 persone a bordo è rimasta ferita, mentre il velivolo ha subito ingenti danni ma è stato riparato.[17]
- Il 19 ottobre 2013, l'ATR-42-300(F) codice di registrazione P2-PXY è uscito di pista all'aeroporto di Tabubil dopo che i piloti sono stati costretti ad interrompere la corsa di decollo ma non sono riusciti ad arrestare in tempo il velivolo che ha sfondato la recinzione dell'aeroporto ed è finito in un crepaccio. Nessuno dei tre membri dell'equipaggio ha riportato ferite.[18]
- Il 28 settembre 2018, il volo Air Niugini 73, un Boeing 737-800, durante il tentativo di atterraggio all'aeroporto internazionale di Chuuk non è riuscito ad arrivare alla pista e ha impattato con l'acqua nella laguna di Chuuk, un centinaio di metri prima dell'aeroporto. Gli abitanti del luogo, con delle piccole imbarcazioni, hanno salvato la maggior parte dei passeggeri e tutti i membri dell'equipaggio. Inizialmente un passeggero era stato dichiarato disperso, ma è stato in seguito trovato morto dai soccorritori.[19]